# Сьова (присілок)
Сьо́ва (рос. Сёва) — присілок в Глазовському районі Удмуртії, Росія.

## Населення
Населення — 3 особи (2010; 15 в 2002).
Національний склад станом на 2002 рік:
- росіяни — 73 %

## Урбаноніми[3]
- вулиці — Кіровська, Ніловська